# W. M. 켁 천문대
W. M. 켁 천문대(영어: W. M. Keck Observatory)는 하와이섬 마우나케아 천문대 정상 부근에 위치한 두 개의 천체망원경으로 구성된 천문대이다. 두 대의 천체망원경의 지름은 각 10m이며, 세계에서 가장 큰 광학 망원경이다. 두 망원경은 함께 간섭 관측기로 운영될 수 있다. 1985년, W. M. 켁 재단의 하워드 B. 켁(Howard B. Keck)이 켁 I 망원경의 설계와 제작에 필요한 기금을 제공하였다. 켁 천문대의 대형 망원경 제작은 그보다 작은 거울 조각들을 하나의 큰 거울처럼 운영할 수 있게 함으로써 가능하게 되었다. 켁 망원경의 주반사경은 36개의 육각형 조각들로 구성되어 하나의 반사 거울로 작동한다. 그리고, 각 조각들은 능동 광학에 의해 안정을 유지한다. 또한, 적응 제어 광학에 의해 지구 대기에 의한 상의 왜곡을 상쇄시킨다.
켁 천문대는 캘리포니아 천문 연구 협회(California Association for Research in Astronomy)가 운영하고 있다.

## 같이 보기
- 마우나케아 천문대
- 파라날 천문대
- 라 실라 천문대
- 유럽 초대형 망원경